# Laurence Flanagan
Laurence Flanagan (* März 1933 in Dublin; † 9. April 2001 in Belfast) war ein irischer Archäologe.
Er studierte am Balliol College der University of Oxford und war von 1955 bis zu seiner Pensionierung 1988 Kurator am Ulster Museum in Belfast.
Sein besonderes Interesse lag bei irischen Orts- und Vornamen und der vorkeltischen Geschichte Irlands.
Er wurde das Opfer eines Raubüberfalls in seinem Haus.

## Veröffentlichungen (Auswahl)
- Ireland's Armada Legacy. Sutton Publishing u. a., Gloucester 1988, ISBN 0-86299-473-X.
- Chronicle of Irish Saints. Blackstaff Press, Belfast 1990, ISBN 0-85640-436-5.
- A Dictionary of Irish Archaeology. Gill & Macmillan, Dublin 1992, ISBN 0-7171-1835-5.
- Favourite Irish Names for Your Baby. Gill & Macmillan, Dublin 1993, ISBN 0-7171-2021-X.
- mit Deirdre Flanagan: Irish Place Names. Gill & Macmillan, Dublin 1994, ISBN 0-7171-2066-X.
- als Herausgeber: The darling of my heart. Two thousand years of Irish love writing. Gill & Macmillan, Dublin 1994, ISBN 0-7171-2082-1.
- als Herausgeber: Bottle, draught and keg. An Irish drinking anthology. Gill & Macmillan, Dublin 1995, ISBN 0-7171-2334-0.
- Irish Wrecks of the Spanish Armada. Country House, Dublin 1995, ISBN 0-946172-47-1.
- Ancient Ireland. Life before the Celts. Gill & Macmillan, Dublin 1998, ISBN 0-7171-2434-7.
- mit Dáithí Ó Hógáin und Padraic O’Farrell The Irish Spirit. Proverbs, Superstitions, and Fairy tales. Gramercy, New York NY  1999, ISBN 0-517-20168-2.